# سونی اریکسون اکس‌پریا اکس۲
سونی اریکسون اکس‌پریا اکس۲ (به انگلیسی: Sony Ericsson Xperia X2) در سپتامبر ۲۰۰۹ توسط شرکت سونی اریکسون به بازار ارائه گردید.
این گوشی با امکاناتی همچون اتصال وای-فای، دوربین مگاپیکسل، نمایشگر ۲٫۳ اینچ، سیستم عامل Microsoft Windows Mobile ۶٫۵ Professional و.... در زمان خود نسل جدید گوشی‌های سونی اریکسون به حساب می آمد.